# Изыкчуль (Ужурский район)
Изыкчу́ль — деревня в Ужурском районе Красноярского края России. Входит в состав Солгонского сельсовета.

## География
Деревня находится на берегу реки Изыкчуль, около озера Изыкчуль, на расстоянии 26 км к северо-востоку от города Ужур, административного центра района.

## Население
| 2010 |
| ---- |
| 275  |

## Улицы
В деревне имеются две улицы: Гайдара и Ужурская.